# Coupe de la Ligue française féminine de water-polo 2014-2015
Cet article traite de l'épreuve féminine. Pour la compétition masculine, voir Coupe de la Ligue française de water-polo masculin 2014-2015.
Navigation
Coupe de la Ligue 2013-2014 Coupe de la Ligue 2015-2016
La Coupe de la Ligue de water-polo 2014-2015 est la 2e édition de la Coupe de la Ligue de water-polo française, organisée par la Ligue promotionnelle de water-polo.

## Modalités
Les quatre équipes les mieux classées, à la mi-saison de Pro A, sont qualifiées pour la Coupe de la Ligue qui se dispute à la Piscine de Cambrai le 29 au 30 novembre 2014. Pour la deuxième année consécutive, le Lille Métropole Water-Polo remporte la compétition. La Coupe de la Ligue n'étant qu'à sa deuxième édition, le club lillois est le seul à inscrire son nom au palmarès pour le moment,.

## Phase finale
|  | Phase finale               | Phase finale |                            |   | 1e place | 1e place |
|  | Phase finale               | Phase finale |                            |   | 1e place | 1e place |
|  |                            |              |                            |   |          |          |
|  |                            |              |                            |   |          |          |
|  |                            |              |                            |   |          |          |
|  | Lille Métropole Water-Polo | 15           |                            |   |          |          |
|  | Lille Métropole Water-Polo | 15           |                            |   |          |          |
|  | ASPTT Nancy                | 3            |                            |   |          |          |
|  | ASPTT Nancy                | 3            | Lille Métropole Water-Polo | 8 |          |          |
|  |                            |              | Lille Métropole Water-Polo | 8 |          |          |
|  |                            | USB Bordeaux | 2                          |   |          |          |
|  | USB Bordeaux               | USB Bordeaux | 2                          | 9 |          |          |
|  | USB Bordeaux               |              |                            | 9 |          |          |
|  | NC Saint-Jean d'Angély     | 5            |                            |   |          |          |
|  | NC Saint-Jean d'Angély     | 5            | 3e place                   |   |          |          |
|  |                            |              |                            |   |          |          |
|  |                            |              |                            |   |          |          |
|  |                            |              |                            |   |          |          |
|  | ASPTT Nancy                | 9            |                            |   |          |          |
|  | ASPTT Nancy                | 9            |                            |   |          |          |
|  | NC Saint-Jean d'Angély     | 10           |                            |   |          |          |
|  | NC Saint-Jean d'Angély     | 10           |                            |   |          |          |

## Classement
| Rang                       | Équipe                     |
| -------------------------- | -------------------------- |
| Médaille d'or, Europe      | Lille Métropole Water-Polo |
| Médaille d'argent, Europe  | USB Bordeaux               |
| Médaille de bronze, Europe | NC Saint-Jean d'Angély     |
| 4                          | ASPTT Nancy                |